# Рейд на Данциг (1812)
Рейд на Данциг — совместная операция российского флота и британского флота во время Отечественной войны 1812 года.

## Ход событий
В августе 1812 года 10-й корпус маршала Ж. Макдональда блокировал Ригу.
Ещё 23 июня (5 июля) 1812 года в Ригу на помощь российским войскам прибыли британские военные корабли «Абукир», «Ариел» и «Ренард» под командованием контр-адмирала Т. Мартина. Чтобы отвлечь внимание противника от Риги, Мартин по согласованию с генералом Иваном Эссеном, руководившим обороной Риги, решил осуществить рейд на Данциг.
10 (22) августа 1812 года из Риги к Данцигу вышла соединенная эскадра в составе четырех британских («Ренард», «Ариел», «Цензор», «Саумарез») и четырех российских (фрегат «Амфитрида», командир — капитан 2-го ранга Тулубьев, корвет «Ла-Шарлотта», командир — капитан Станитский, бриг «Феникс», командир — лейтенант Докторов, бриг «Меркурий») кораблей. По другим данным, британских кораблей было шесть, а кроме вышеперечисленных российских кораблей (которые вышли не из Риги, а крейсировали на широте Виндавы, прикрывая вход в Рижский залив, и присоединились к эскадре уже в море) в рейде участвовали также еще 13 российских кораблей (гемам «Торнео», шлюп «Единорог», галеты  «Аглай» и «Эхо», транспорты «Монтецело», «Филадельфия», «Альфиус», «Фрау Корнелия», №11, №12, №20, №23, №50). Эскадра везла десант — 430 человек 30-го егерского полка, им командовал флигель-адъютант полковник Пётр Балабин.
19 (31) августа эскадра прибыла под Данциг, подняв шведский флаг, а на следующий день начала бомбардировку береговых укреплений Данцига. На берег были высажены небольшие отряды солдат, одетых в разные мундиры. Мартин распространил среди жителей Данцига прокламацию, в которой было сказано, что его силы составляют 8000 солдат, и что это только авангард армии, которая собирается прибыть к Данцигу. Французы, считая эскадру авангардом русско-шведского десанта, перебросили к Данцигу войска из Мемеля и Пиллау. Это были резервы, предназначавшиеся для пополнения войск, сражавшихся в России. Русско-британская эскадра ушла от Данцига 23 августа (4 сентября) 1812 года.